# Danh sách quân chủ Hy Lạp
Đây là danh sách vua Hy Lạp, có nghĩa là vua của nhà nước Hy Lạp hiện đại. Chỉ mỗi Othon I mới thực sự được gọi là Vua Hy Lạp (tiếng Hy Lạp: Βασιλεύς τῆς Ἑλλάδος). Người kế vị Georgios I được gọi là Vua của người Hy Lạp (Βασιλεύς τῶν Ἑλλήνων), cũng như tất cả các vị vua tương lai. Nhà Wittelsbach nắm giữ ngôi vua Hy Lạp từ năm 1832 đến năm 1862 thì chuyển sang Nhà Glücksburg. Rồi tới khi nền cộng hòa được thành lập và chế độ quân chủ bị bãi bỏ sau một cuộc trưng cầu dân ý năm 1973 do chính quyền quân sự cầm quyền tổ chức. Việc bãi bỏ chế độ quân chủ đã được tái khẳng định trong một cuộc trưng cầu dân ý vào năm 1974, sau khi khôi phục nền dân chủ. Chế độ quân chủ cũng đã bị bãi bỏ trong thời Đệ nhị Cộng hoà Hy Lạp (1924-1935).

## Vua Hy Lạp (1833–1973)
| Tên                                                          | Tuổi thọ                                             | Bắt đầu trị vì                          | Kết thúc trị vì                        | Ghi chú                | Dòng dõi    | Hình                        |
| ------------------------------------------------------------ | ---------------------------------------------------- | --------------------------------------- | -------------------------------------- | ---------------------- | ----------- | --------------------------- |
| Othon I - Ὄθων                                               | 1 tháng 6 năm 1815 – 26 tháng 7 năm 1867 (52 tuổi)   | 6 tháng 2 năm 1833                      | 23 tháng 10 năm 1862                   | —                      | Wittelsbach | Othon I của Hy Lạp          |
| Georgios I - Γεώργιος Αʹ                                     | 24 tháng 12 năm 1845 – 18 tháng 3 năm 1913 (67 tuổi) | 30 tháng 3 năm 1863                     | 18 tháng 3 năm 1913                    | —                      | Glücksburg  | Georgios I của Hy Lạp       |
| Konstantinos I (triều đại thứ nhất) - Κωνσταντῖνος Αʹ        | 2 tháng 8 năm 1868 – 11 tháng 1 năm 1923 (54 tuổi)   | 18 tháng 3 năm 1913                     | 11 tháng 6 năm 1917                    | Con của Georgios I     | Glücksburg  | Konstantinos I của Hy Lạp   |
| Alexandros I - Ἀλέξανδρος                                    | 1 tháng 8 năm 1893 – 25 tháng 10 năm 1920 (27 tuổi)  | 11 tháng 6 năm 1917                     | 25 tháng 10 năm 1920                   | Con của Konstantinos I | Glücksburg  | Alexandros I của Hy Lạp     |
| Olga Constantinovna của Nga (nhiếp chính) - Όλγα των Ελλήνων | 3 tháng 9 năm 1851 – 18 tháng 6 năm 1926 (32 tuổi)   | 17 tháng 11 năm 1920                    | 19 tháng 12 năm 1920                   | Mẹ của Konstantinos I  | Romanov     | Olga Constantinovna của Nga |
| Konstantinos I (triều đại thứ hai) - Κωνσταντῖνος Αʹ         | 2 tháng 8 năm 1868 – 11 tháng 1 năm 1923 (54 tuổi)   | 19 tháng 12 năm 1920                    | 27 tháng 9 năm 1922                    | Cha của Alexandros     | Glücksburg  | Konstantinos I của Hy Lạp   |
| Georgios II - Γεώργιος Βʹ                                    | 20 tháng 7 năm 1890 – 1 tháng 4 năm 1947 (56 tuổi)   | 27 tháng 9 năm 1922 3 tháng 11 năm 1935 | 25 tháng 3 năm 1924 1 tháng 4 năm 1947 | Con của Konstantinos I | Glücksburg  | Georgios II của Hy Lạp      |
| Pavlos I - Παῦλος                                            | 14 tháng 12 năm 1901 – 6 tháng 3 năm 1964 (62 tuổi)  | 1 tháng 4 năm 1947                      | 6 tháng 3 năm 1964                     | Con của Konstantinos I | Glücksburg  | Pavlos I của Hy Lạp         |
| Konstantinos II - Κωνσταντῖνος Βʹ                            | 2 tháng 6 năm 1940 – 10 tháng 1 năm 2023 (82 tuổi)   | 6 tháng 3 năm 1964                      | 1 tháng 6 năm 1973                     | Con của Pavlos         | Glücksburg  | Konstantinos II của Hy Lạp  |